# São Pedro da Aldeia
São Pedro da Aldeia est une ville du Brésil de 93 000 habitants, située dans la région des lacs (est) de l'État de Rio de Janeiro, à approximativement 120 kilomètres de la capitale. Le village a été créé par les frères de la Compagnie de Jésus, en 1616, autour d'une chapelle qui, plus tard, fut transformée en une simple mais étonnante église. Elle est protégée par les lois du pays. La ville repose sur la rive du lac Araruama connu pour ses eaux salées et calmes. L'économie est aussi liée au lac car, de lui, sont extraits le sel et la pêche.
Le siège et la plus importante base aérienne de l'aviation navale brésilienne y est installé depuis 1966.

## Maires
| Période | Période | Identité       | Étiquette | Qualité |
| ------- | ------- | -------------- | --------- | ------- |
| 2009    | 2012    | Carlindo Filho | PMDB      |         |